# Samuel Mullet
Samuel Mullet, född 1946, är ledare för en amerikansk sektrörelse. 
Fjorton familjer inom sekten bor på Mullets egendom utanför staden Bergholz i Ohio.
Mullet och hans anhängare har kommit i konflikt med den klan inom amishfolket som man tidigare tillhört och har därefter gjort sig kända för att tvångsklippa skägget på flera av sina meningsmotståndare. Kvinnor ska ha berövats sina långa klänningar och sitt långa hår.
Samuel Mullet, hans son Johnny och fjorton andra sektmedlemmar åtalas för fem olika incidenter av hatbrott mot amishtroende i staden.
Enligt åtalet har Mullet styrt sekten med auktoritära metoder. De som ifrågasatt hans ledning ska ha utsatts för våld och tvingats sova i ett hönshus. Gifta kvinnor (däribland flera av Mullets svärdöttrar) uppges ha tvingats till sex med Mullet för att ”bli renade”. Narkotika har även använts inom sekten, federal polis fann marijuana och kokain på Mullets farm.
Samuel Mullet och 15 andra sektmedlemmar dömdes till mellan ett och femton års fängelse.